# Andwuelle Wright
Andwuelle Wright (8 agosto 1997) è un lunghista trinidadiano.

## Biografia
In ambito giovanile ha gareggiato con successo nei campionati regionali di disciplina e partecipato ai Mondiali allievi 2013 e ai Giochi olimpici giovanili. Dal 2017 compete tra i seniores, vincendo medaglie continentali che lo hanno portato a migliorare sempre di più il proprio personale, che è anche il record nazionale. Nel 2019 ha preso parte ai Mondiali di Doha, non qualificandosi per la finale.

## Palmarès
| Anno | Manifestazione                   | Sede           | Evento         | Risultato | Prestazione | Note             |
| ---- | -------------------------------- | -------------- | -------------- | --------- | ----------- | ---------------- |
| 2012 | Giochi CARIFTA U17               | Hamilton       | Salto in lungo | Oro       | 6,84 m      |                  |
| 2012 | Campionati CAC allievi           | San Salvador   | Salto in lungo | Oro       | 7,07 m      |                  |
| 2013 | Giochi CARIFTA U17               | Nassau         | Salto in lungo | Oro       | 7,29 m      |                  |
| 2013 | Mondiali allievi                 | Donec'k        | Salto in lungo | 21º (q)   | 6,99 m      |                  |
| 2014 | Giochi CARIFTA U17               | Fort-de-France | Salto in lungo | Argento   | 7,38 m      |                  |
| 2014 | Campionati CAC allievi           | Morelia        | Salto in lungo | Oro       | 7,15 m      |                  |
| 2014 | Giochi olimpici giovanili        | Nanchino       | Salto in lungo | 9º (q)    | 6,92 m      | [ 3 ]            |
| 2015 | Giochi CARIFTA U20               | Basseterre     | Salto in lungo | Oro       | 7,44 m      |                  |
| 2015 | Campionati panamericani juniores | Edmonton       | Salto in lungo | 5º        | 7,51 m      |                  |
| 2018 | Giochi CAC                       | Barranquilla   | Salto in lungo | Bronzo    | 7,94 m      |                  |
| 2018 | Campionati NACAC                 | Toronto        | Salto in lungo | 5º        | 7,93 m      |                  |
| 2019 | Campionati NACAC under 23        | Querétaro      | Salto in lungo | Oro       | 8,25 m      | Record nazionale |
| 2019 | Giochi panamericani              | Lima           | Salto in lungo | 7º        | 7,62 m      |                  |
| 2019 | Mondiali                         | Doha           | Salto in lungo | 17º (q)   | 7,76 m      |                  |
| 2022 | Giochi del Commonwealth          | Birmingham     | Salto in lungo | 10º       | 7,57 m      |                  |
| 2023 | Giochi CAC                       | San Salvador   | Salto in lungo | 7º        | 6,66 m      |                  |